# 福岡県立浮羽究真館高等学校
福岡県立浮羽究真館高等学校（ふくおかけんりつ うきはきゅうしんかんこうとうがっこう）は、福岡県うきは市吉井町生葉にある県立高等学校。

## 設置学科
- 全日制
  - 普通科

## 沿革

### 前身
- 1907年 - 浮羽郡立浮羽高等女学校設立。
- 1915年 - 県立移管し、福岡県立浮羽高等女学校と改称。
- 1920年 - 福岡県立浮羽中学校開校。
- 1948年 - 福岡県立浮羽高等学校と改称。定時制設置。
- 1949年 - 福岡県立浮羽女子高等学校と統合。
- 1965年 - 浮羽東高等学校を浮羽高等学校から分離設置。新設の浮羽東高等学校が、浮羽高等女学校、浮羽女子高等学校の後継校となる。

### 県立浮羽究真館高校
- 2005年4月 - 県教育委員会の県立高等学校再編により、浮羽高等学校と浮羽東高等学校が再編され、開校。

## 校訓
立志 錬磨 不愧 （『志を立て、己を磨き、天地に恥じぬ生き方をせよ』）

## 通学区域
福岡県全域。大分県全域（ただし大分県からの自宅通学者は入学定員の10％以内に限る）から受験可能。

## 学校行事
- 4月 - 入学式
- 6月 - 大運動会
- 9月 - 鷹取祭（文化祭）、体験入学
- 10月 - 体験入学
- 1月 - マラソン大会
- 3月 - 卒業式

## 部活動
体育部
- 陸上部
- 水泳部
- 弓道部
- 柔道部
- バレーボール部
- 野球部
- ソフトテニス部
- バスケットボール部
- 卓球部
- サッカー部
- 剣道部
- ラグビー部

文化部
- 吹奏楽部
- 音楽部
- 写真部 （九州大会出場）
- 書道部
- 美術部
- ESS部
- 放送部
- 文芸部
- 茶道部
- 華道部

## 交通アクセス
最寄りの鉄道駅
- JR九州 久大本線「筑後吉井駅」より自転車で約15分

最寄りのバス停
- 西鉄バス久留米「浮羽究真館高校前」バス停より徒歩3分

最寄りの道路
- 国道210号

## 著名な卒業生
- 後藤暢 - 競泳選手（浮羽高等学校3年時の1952年ヘルシンキオリンピックで男子800m自由形リレー銀メダル）
- 渕上貞雄 - 参議院議員（浮羽高等学校卒）
- 弥永和子 - 声優